# S. Bernardo (filme)
S. Bernardo é um filme brasileiro de 1971, do gênero drama, dirigido por Leon Hirszman e com roteiro baseado no romance S. Bernardo, de Graciliano Ramos.
Este filme foi rodado na cidade de Viçosa (Alagoas), onde Graciliano Ramos viveu muitos anos e onde escreveu algumas de suas obras.
Em novembro de 2015 o filme entrou na lista feita pela Associação Brasileira de Críticos de Cinema (Abraccine) dos 100 melhores filmes brasileiros de todos os tempos.

## Prêmios e indicações
O filme recebeu vários prêmios em festivais, entre eles o de melhor ator para Othon Bastos no Festival de Gramado, e ganhou o Prêmio Air France de 1973 como melhor filme, diretor (Leon Hirszman), ator (Othon Bastos) e atriz (Isabel Ribeiro), além do Coruja de Ouro de melhor diretor e atriz coadjuvante (Vanda Lacerda).

## Sinopse
Um mascate consegue se transformar em um próspero fazendeiro, só que ele é um homem torturado constantemente por suas obsessões e desconfianças.
Paulo Honório, sertanejo de origem humilde, determinado a ascender socialmente, faz fortuna como caixeiro-viajante e agiota. Em uma manobra financeira, assume a decadente propriedade São Bernardo, fazenda tradicional do município de Viçosa, Alagoas. Recupera a fazenda, expande a sua cultura, introduz máquinas para tratamento do algodão, entra na sociedade local. Desejando um herdeiro para um dia assumir o fruto da acumulação do capital, estabelece um contrato de casamento com a professora da cidade, Madalena. O casamento se consuma, mas gradativamente as diferenças entre eles se acentuam.

## Elenco
- Othon Bastos - Paulo Honório
- Isabel Ribeiro - Madalena
- Rodolfo Arena - Dr. Magalhães
- Joseph Guerreiro - Gondim
- Labanca
- Vanda Lacerda - Dona Glória
- Mário Lago - Nogueira
- Nildo Parente - Padilha
- José Policena
- Andrey Salvador
- Jofre Soares - Padre Brito